# Філософумена
Заперечення всіх Єресей або Філософумена (грец. Φιλοσοφούμενα «філософські вчення») — стисла християнська полемічна праця початку III століття, яку нині в цілому приписують авторству Іполіта Римського. Більшість рукописів було виявлено 1842 року на Афоні, проте чи повний це текст наразі невідомо. Містить поганські переконання та 33 гностичні християнські системи, що вважаються єретичними. Це робить працю одним з основних джерел інформації про тогочасних опонентів католицької ортодоксії.